# Cattedrale di Santa Barbara
La chiesa di Santa Barbara (ceco: Chrám svaté Barbory) si trova a Kutná Hora (Boemia) ed è una delle chiese gotiche più famose dell'Europa centrale. Dichiarata patrimonio dell'umanità dell'UNESCO, si crede che il suo primo architetto fosse Johann Parler.

## Storia
La cattedrale fu fortemente voluta dagli imprenditori minerari della zona che desideravano sganciarsi dall'influenza della vicina abbazia di Sedlec ed intitolata a santa Barbara protettrice dei minatori. La costruzione iniziò nel 1388, ma il lavoro venne interrotto più volte. Mentre il primo architetto fu probabilmente Johann Parler, figlio di Peter Parler, molti studiosi sostengono che Peter Parler abbia partecipato come coautore dei primi disegni. Dopo che i lavori vennero sospesi a causa della crociata Hussita per oltre 60 anni, a partire dal 1482 furono Matěj Rejsek e Benedikt Rejt, due architetti di Praga, a proseguirlo.
Secondo le proposte originali la chiesa avrebbe dovuto essere più grande, probabilmente il doppio di come si vede oggi e rivaleggiare con la cattedrale di San Vito a Praga. Ma la sua costruzione dipese dalla prosperità delle miniere d'argento della città. Così nel 1588, nonostante non fosse stata completata, venne racchiusa da un muro provvisorio e vi fu una seconda interruzione fino al 1884 quando ripresero i lavori e la cattedrale fu definitivamente completata nel 1905.

## La struttura

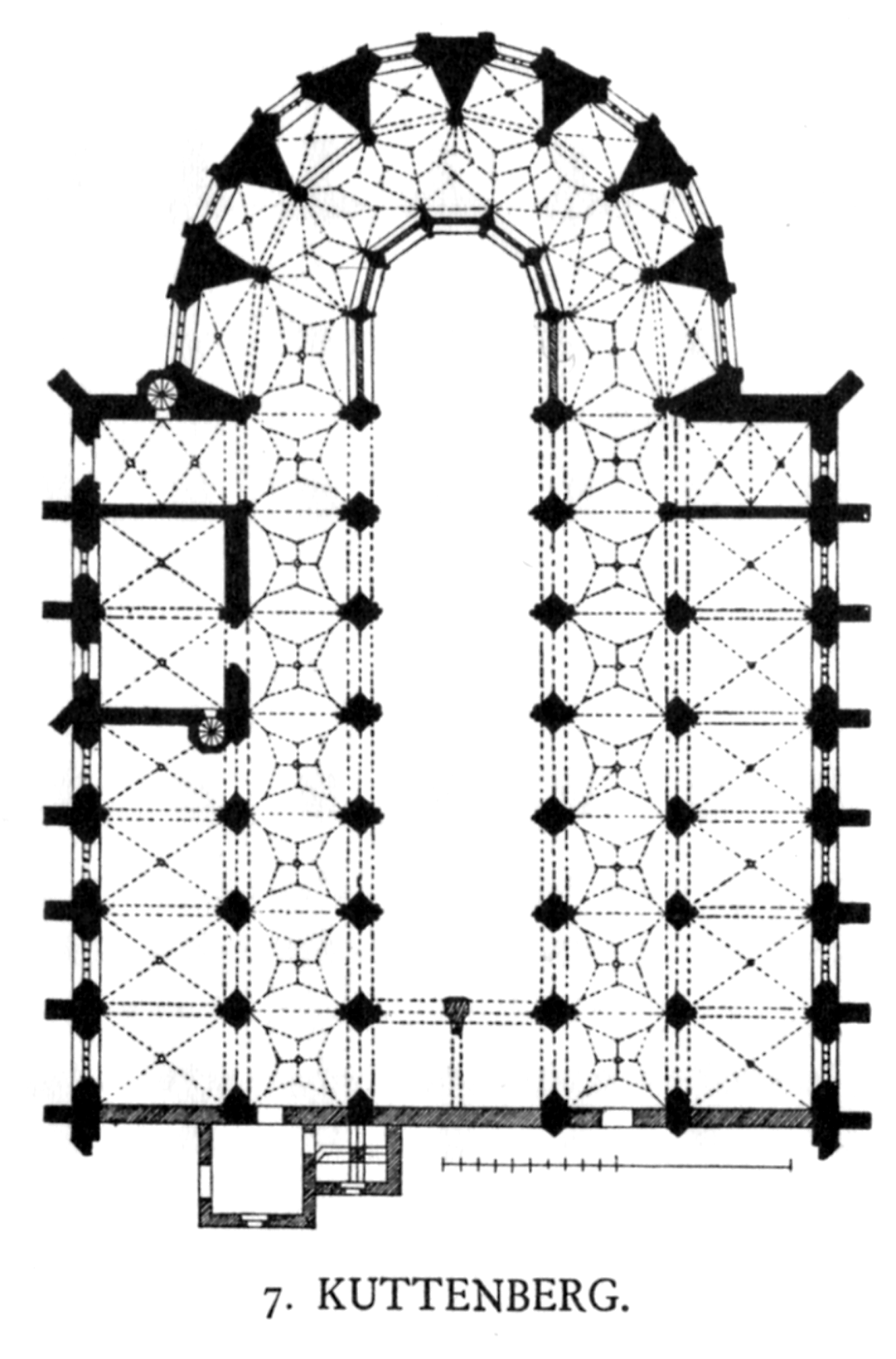
Struttura della chiesa di Santa Barbara

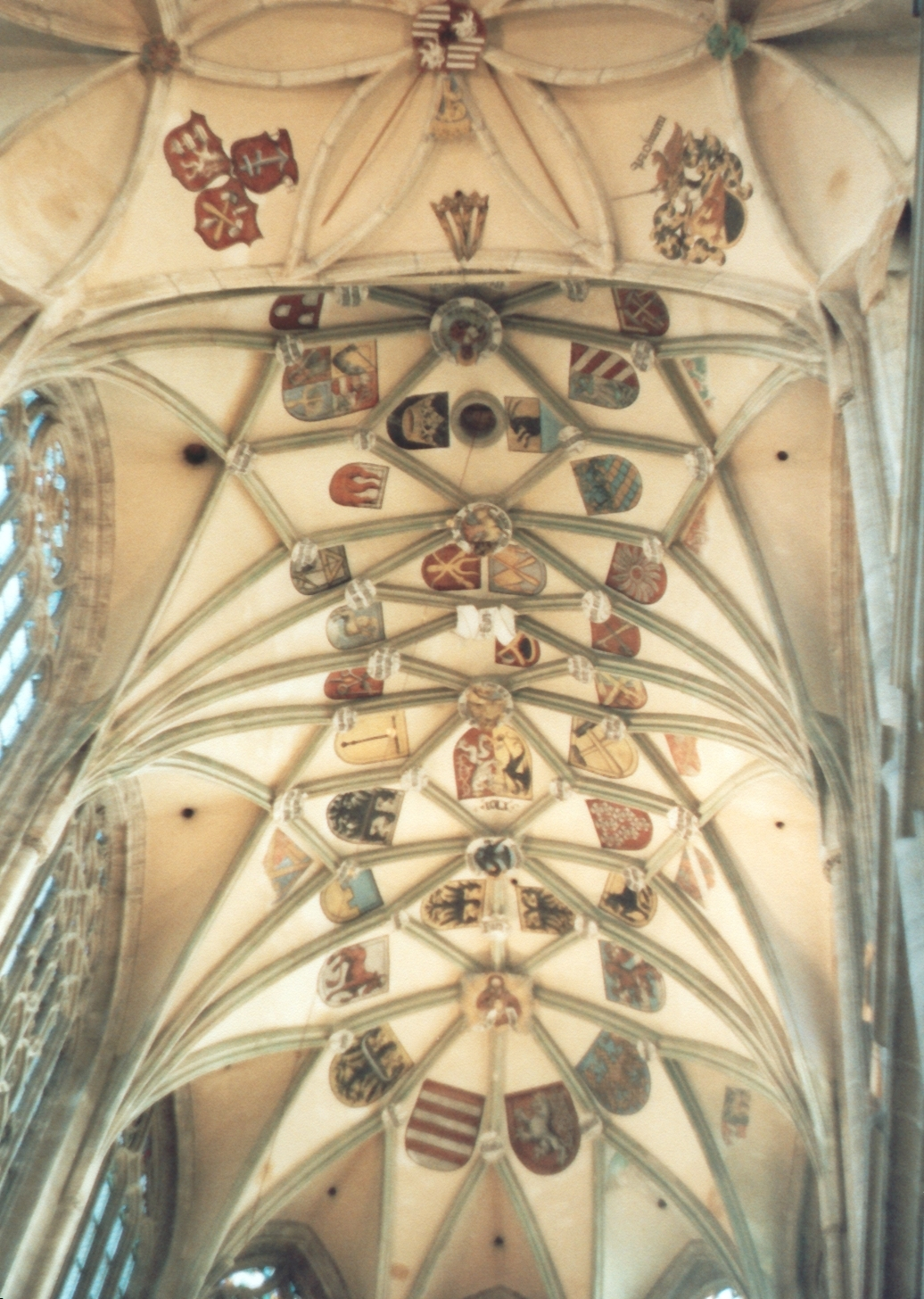
Volta della chiesa di Santa Barbara

L'aspetto esterno è affascinante, nonostante il tetto sia stato completato solo nel diciannovesimo secolo. In origine erano previste otto cappelle radiali con interni trapezoidali. In seguito venne ricostruito il supporto per il coro, sostenuto da un contrafforte sospeso a doppia arcata.
All'interno si possono ammirare le magnifiche vetrate, gli altari, i pulpiti ed il coro, oltre ad affreschi medievali che illustrano la vita secolare all'interno delle miniere cittadine. In particolare nella cappella di Mincirska gli affreschi raffigurano le tecniche che si usavano all'epoca per coniare le monete come la monetazione al martello.